# Praça de Toiros do Montijo
A Praça de Toiros do Montijo, oficialmente Praça de Toiros Amadeu Augusto dos Santos, foi inaugurada a 1 de Setembro de 1957 e tem uma lotação de 6.281 lugares. 
Após a demolição, em 1950, da antiga Praça de Toiros (inaugurada em 1888), foi criada uma Comissão Pró-Praça de Toiros, com o objectivo de reunir fundos para a construção de um novo edifício taurino.  
... Sete anos esperou o Montijo pela construção da nova praça de touros, apesar da conjugação de esforços da Comissão Pró-Praça de Touros, originária da Comissão de Restauração da Praça de Touros, da Santa Casa da Misericórdia, da Câmara Municipal do Montijo e da opinião pública que, em 1955, pela pena de Amadeu Augusto dos Santos reclamava "aos poderes superiores, em nome do povo aficionado, honesto e trabalhador, que ouvissem o grito de justiça do correcto e ordeiro povo do Montijo, solicitando que se possa construir a praça de touros. 
A Comissão constituída por José Salgado de Oliveira, Dr. Manuel Nepomuceno Leite da Cruz, Amadeu Augusto dos Santos, José Júlio da Veiga, António Rodrigues Tavares Júnior, Izidoro Maria de Oliveira, Domingos Tavares, António Maria Ramos Rasteiro, João Euclides Rosa Carneiro, Manuel Cândido da Costa e António Júlio Canarim Nepomuceno, deu a obra por concluída, no dia 28 de Agosto de 1957.
Segundo projecto do arquitecto Amadeu José Gomes dos Santos, filho de Amadeu Augusto dos Santos, a construção da nova Praça de Toiros decorreu de 1 de Abril a 28 de Agosto de 1957. A propriedade foi entregue à Santa Casa da Misericórdia do Montijo.
A Corrida de Toiros inaugural, de gala à antiga portuguesa, decorreu a 1 de Setembro de 1957 e foi presidida pelo Governador-Civil de Setúbal, Dr. Miguel Bastos.
Em 1982, na comemoração dos 25 anos após a inauguração, a Santa Casa da Misericórdia do Montijo, proprietária do edifício, atribuiu à Praça de Toiros o nome de Amadeu Augusto dos Santos, em homenagem a um dos maiores obreiros para a sua construção. 
Atualmente, esta praça acolhe diversos espectáculos tauromáquicos ao longo do ano, especialmente durante as Festas Populares de São Pedro. Aqui também coexistem dois grupos de forcados desta cidade que frequentam esta praça: O Grupo de Forcados Amadores do Montijo e a Tertúlia Tauromáquica do Montijo. 

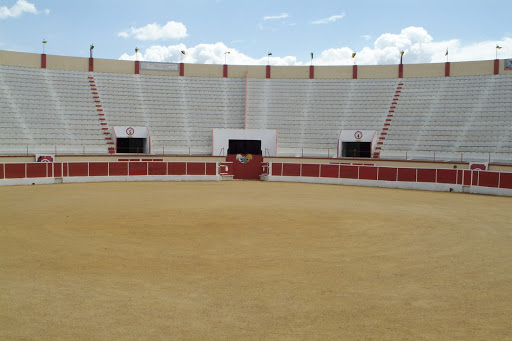
Visão do interior